# Collection Niarchos
La collection Niarchos, réunie de son vivant par l'armateur milliardaire grec Stavros Niarchos (1909-1996), couvre tous les domaines : mobilier, objets d'art, orfèvrerie, dont la collection Puiforcat qu'il offre en totalité au musée du Louvre, et également des tableaux. La collection est gérée aujourd'hui par une fondation dont le fils de Stavros Niarchos issu de son mariage avec Eugénie Livanos, Philippe Niarchos (né en 1954), est le coprésident.

## Histoire et description

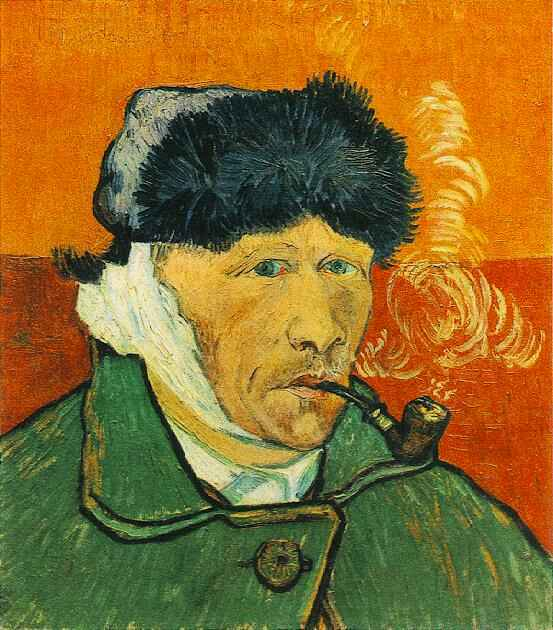
Van Gogh, Autoportrait à l'oreille bandée avec une pipe (1889), prêté par la Fondation Niarchos au Kunsthaus Zürich.

En 1956, Stavros Niarchos fait l'acquisition via Knoedler de l'importante collection de l'acteur Edward G. Robinson, qui, pour cause de divorce, doit s'en séparer : cinquante-huit peintures impressionnistes et une sculpture de Degas. Il enrichit cette collection d'œuvres de Corot, Degas, Van Gogh (Autoportrait à l'oreille bandée avec une pipe, Portrait du Père Tanguy, La Maison du Père Pilon), Toulouse-Lautrec, Gauguin, Renoir, Cézanne, Utrillo et Picasso dont il achète l'autoportrait Yo Picasso 47,850 millions de dollars en 1989.
Acquise par un autre biais, la Pietà Niarchos, peinte par Le Greco en 1585, est de renommée mondiale.
Cette collection sert de décor aux nombreuses maisons possédées par Stavros Niarchos à travers le monde : New-York, Long Island, Londres, Saint-Moritz, Antibes, Paris, où il restaure pour son usage personnel l'hôtel de Chanaleilles. En 1962, il achète l'île grecque de Spetsopoula, située à 53 miles du Pirée.
Son yacht Le Créole, de son temps le plus grand trois-mats privé du monde, est également décoré d'œuvres d'art : le voilier est spécialement équipé pour les préserver de l'air marin. Dans le grand salon de pont, les reportages de l'époque montrent en particulier le portrait de Jane Avril dansant (1893) par Toulouse-Lautrec accroché sur la boiserie de chêne cérusé, au-dessus d'un canapé de velours blanc.
Ces dernières années, Philippe Niarchos a complété la collection avec des œuvres d'artistes contemporains,,dont Andy Warhol avec Shot Red Marilyn, acheté aux enchères chez Christie's pour 3 630 000 dollars, ou l'Autoportrait de Basquiat. Il y a probablement une deuxième peinture représentant un Autoportrait de Van Gogh dans la collection qui a été achetée anonymement en novembre 1998 à une vente aux enchères chez Christie's pour 71,5 millions de dollars.
La valeur de la collection privée est estimée à environ 2 milliards de dollars,.

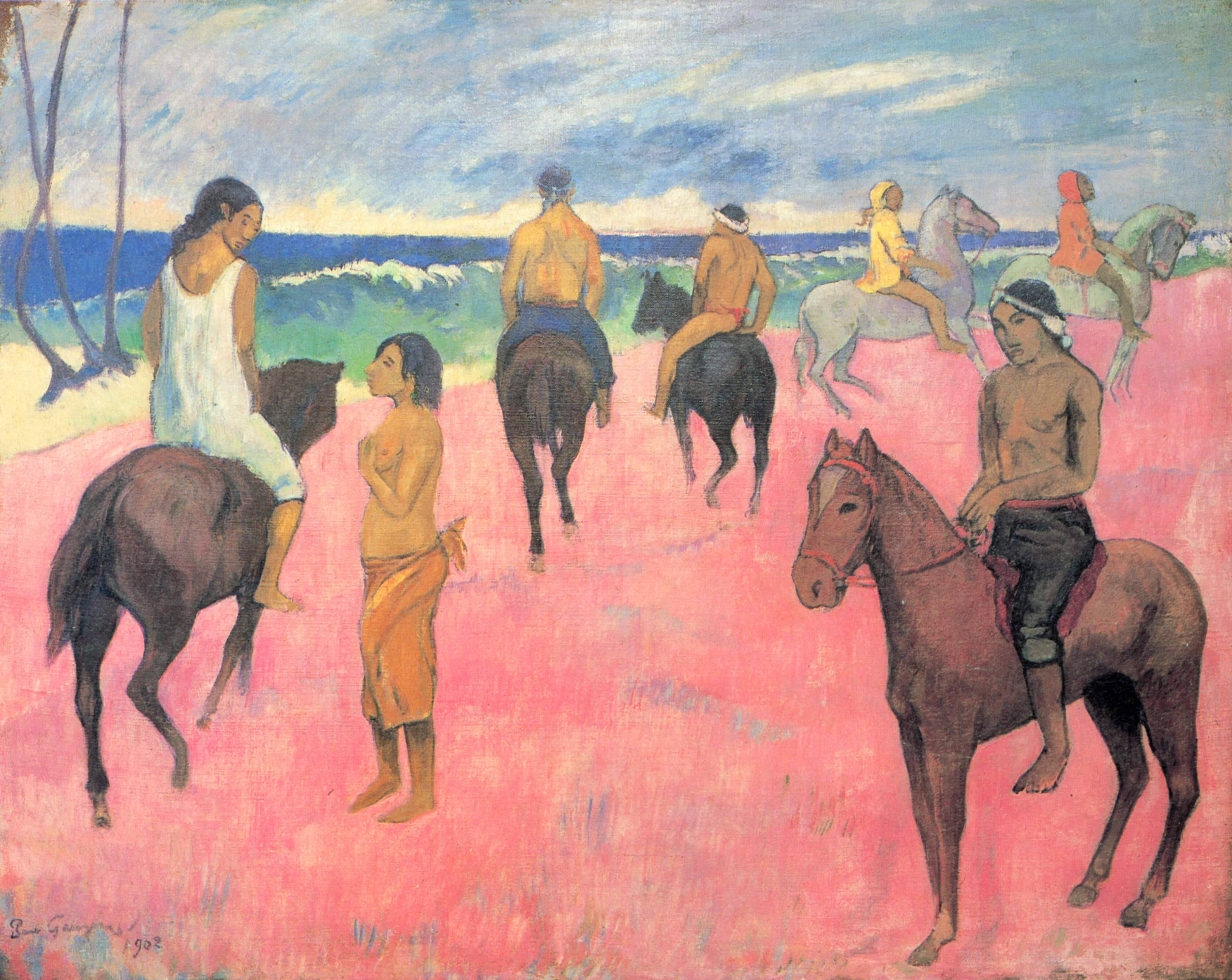
Cavaliers sur la plage, Paul Gauguin
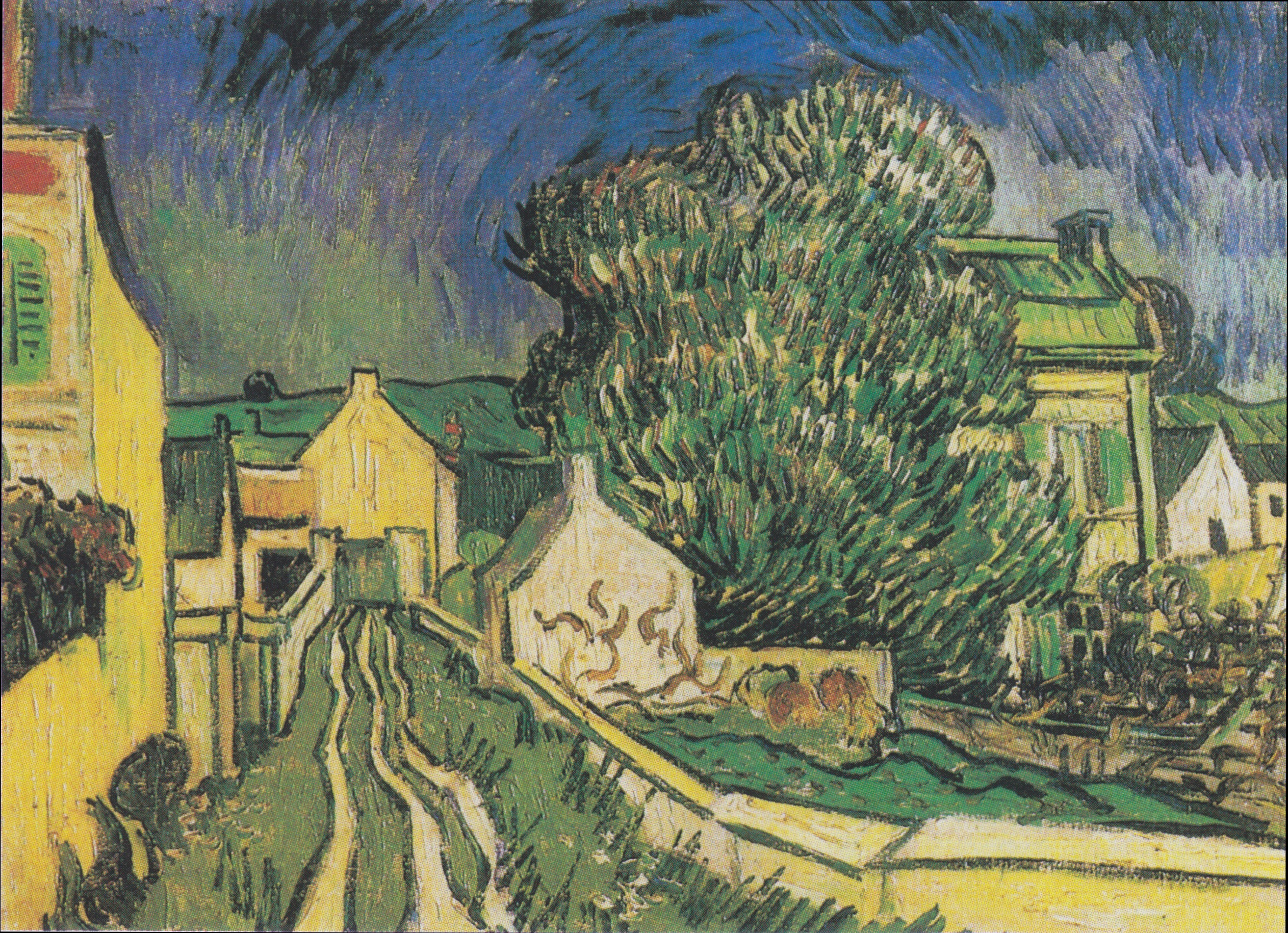
La Maison du Père Pilon Vincent van Gogh
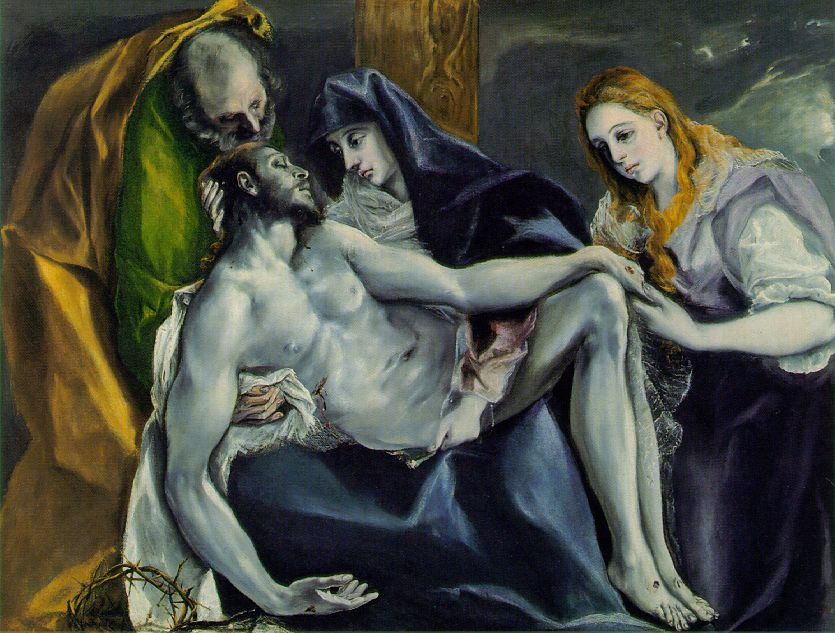
Pietà, Le Greco